# Viertaktcross
Viertaktcross is een motorcross-klasse waarin alleen viertaktmotoren mogen deelnemen. 
In de jaren zeventig werden de viertaktmotoren geheel van de circuits verdrongen door tweetakten, die een veel lager gewicht combineerden met meer vermogen. Dat betekende dat ook het viertaktgeluid van zware eencilinder motoren niet meer te horen was. Al snel werden er crossmotoren gebouwd op basis van het motorblok van de Yamaha XT 500, een viertakt-offroadmotor. Crossers die hiermee probeerden op te boksen tegen de tweetakten hadden het echter bijzonder moeilijk. Alleen in de zijspanklasse konden viertaktmotoren de dienst nog uitmaken.
Daarom werd de viertaktklasse opgezet: hier konden Yamaha's en een enkele CCM het tegen elkaar opnemen.
In de jaren negentig gingen Japanse fabrikanten toch weer meer aandacht besteden aan viertakt-crossmotoren, en tegenwoordig zijn ze weer snel genoeg om het in gedeelde klassen tegen tweetakten op te nemen. Hierbij krijgen de viertaktmotoren wel een voordeel: ze mogen een grotere cilinderinhoud hebben.